# Cappagh
Cappagh (in gaelico irlandese Ceapach) è un villaggio della contea di Tyrone, in Irlanda del Nord.
Cappagh si trova in una zona in cui la presenza dell'IRA era molto forte durante i Troubles.
Nel 1991 un commando dell'Ulster Volunteer Force (UVF) durante un attacco al Boyle's Bar, sulla strada principale di Cappagh, uccise 4 persone, 3 membri dell'IRA e un civile.